# André Maublanc
André Pierre Jules Maublanc, né le 24 juillet 1880 à Nantes et mort le 30 avril 1958 dans le 6e arrondissement de Paris, est un mycologue, botaniste et ingénieur agronome français.

## Biographie
André Maublanc est le fils de Georges Maublanc, bâtonnier de l'ordre des avocats de Nantes, directeur de l'École libre de droit et de notariat de Nantes, adjoint au maire de Nantes et conseiller général, et de Marie Benoit (nièce de Jules Benoît), propriétaire, ainsi que le frère de René Maublanc.
Il a été professeur à l'Institut national agronomique, président de la Société mycologique de France en 1942 et de la Société botanique de France en 1945.

## Distinctions
- Officier d'académie
- Officier de la Légion d'honneur
- Officier de l'Instruction publique
- Officier de l'ordre du Mérite agricole
- Croix de guerre 1914–1918

## Publications
- Maladies des plantes cultivées, 1908.
- Maladies des plantes cultivées II, 1909.
- Maladies des plantes cultivées dans les pays chauds, 1911.
- Les Champignons comestibles et vénéneux, 1921, rééditions jusqu'en 1995.
- Icones selectae fungorum: en 6 volumes, par Paul Konrad, André Maublanc et René Maire, 500 planches couleur, Volumes I-V : Planches. Volume VI : texte, 1924-1987.
- Maladies parasitaires. Maladies des plantes cultivées, avec Georges Delacroix (en), University of California, 1926.
- Les Agaricales, 1949.
- Les Champignons de France, avec Georges Viennot-Bourgin, 1959.

## Préfaces
- Guide de l'amateur de champignons, permettant de comparer les espèces les plus communes de champignons comestibles avec les espèces vénéneuses ou amères pouvant prêter à confusion, de Frédéric Porchet, 1937, 1956.
- Manuel pratique du botaniste herborisant, de G. Bimont, 1945.
- Les Maladies des plantes cultivées à Madagascar, de Gilbert Bouriquet, 1947.
- Phytopathologie des pays chauds, de Léon Roger, 1951.